# تپه بین کمر۱
تپه بین کمر۱ مربوط به هزاره اول قبل از میلاد است و در شهرستان مانه و سملقان، بخش مانه، دهستان اترک، ۲ کیلومتری جنوب غرب روستای محمدآباد واقع شده و این اثر در تاریخ ۱۸ شهریور ۱۳۸۷ با شمارهٔ ثبت ۲۳۲۸۰ به‌عنوان یکی از آثار ملی ایران به ثبت رسیده است.